# Grupp 7-element
Grupp 7-element kallas gruppen av grundämnen i periodiska systemet som omfattar följande ämnen:
- Mangan
- Teknetium
- Rhenium
- Bohrium